# Nekrogoblikon
 (juillet 2017).
Si vous disposez d'ouvrages ou d'articles de référence ou si vous connaissez des sites web de qualité traitant du thème abordé ici, merci de compléter l'article en donnant les références utiles à sa vérifiabilité et en les liant à la section « Notes et références ».
Nekrogoblikon est un groupe de death metal mélodique américain basé à Los Angeles, en Californie. 

## Biographie
Le groupe de "goblin metal" est formé en 2006 par le chanteur et claviériste Nicky Calonne et le guitariste Tim Lyakhovetskiy. Goblin Island, leur premier album est enregistré dans la cave de Tim Lyakhovetskiy et sort en 2007.
Par la suite, le duo recrute de nouveaux membres afin de pouvoir monter sur scène. 
C'est avec l'album Stench qui paraît en 2011 que le groupe se fait réellement connaître, notamment grâce au clip de la chanson No One Survives qui a réussi à récolter plus de 1.5 million de vues en seulement trois mois.
C'est en 2015 que sort Heavy Meta puis Welcome to Bonkers en 2018.
En 2020, le groupe dévoile la reprise de la chanson Chop Suey, de System of a Down.

## Style musical
Le style musical du groupe est un mélange de death metal, d'éléments issus du folk, de chant clair et de chant saturé.
Le groupe se définit comme suit sur sa page bandcamp : "Que se passe-t-il lorsque vous rassemblez une bande de gobelins assoiffés de sang et mélomanes ? Bon, beaucoup d'éventrations, mais aussi beaucoup de mélodies entraînantes. Formé il y a six millénaires et ne s'exerçant qu'une année bissextile sur deux durant la pleine lune, le groupe a perfectionné son style percutant de musique gobeline".

## Discographie
- 2007 : Goblin Island
- 2011 : Stench
- 2013 : Power (EP)
- 2015 : Heavy Meta
- 2018 : Welcome to Bonkers
- 2022 : The Fundamental Slimes and Humours